# АПЧ

Основне автоматичне регулювання частоти в радіоприймачі. У - каскади підсилювача РЧ, Д - каскад дискримінатора частоти

Автоматичне підлаштування частоти, Автомати́чне регулюва́ння частоти́ (АПЧ), (англ. Automatic Frequency Control, AFC), це спосіб автоматичного керування частотою коливань автогенератора (генератора з самозбудженням), що забезпечує повернення її до заданого значення в разі відхилення від нього з якихось причин. Широко застосовується в радіоприймачах, передавачах, синхронізаторах частот та інших електронних пристроях. Поширені 2 види АРЧ: частотне (ЧАРЧ) і фазове (ФАРЧ).
Спосіб полягає в автоматичному додатковому регулюванні частоти генератора, за даними про неузгодженість частоти з кола зворотного зв'язку. Тим самим здійснюється негативний зворотний зв'язок за частотою. Сигнал неузгодженості по частоті може вироблятися дискримінатором за різними характеристиками сигналу, одержуваного в радіотехнічному пристрої з використанням поточної частоти генератора заданої частоти і порівняння її з опорною частотою, наприклад, несною частотою сигналу. Частота генератора може відрізнятися від необхідної через температурний дрейф номіналів електронних компонентів, що входять в пристрій; через неточну (наприклад, дискретну) установку частоти генератора ; або через доплерівський зсув частот (у системах приймання сигналів із супутників і космічних апаратів).
АПЧ здебільшого застосовувалося в радіоприймачах і телевізорах приблизно в середині 20 століття. У 1970-х роках приймачі почали розробляти з використанням схем синтезатора частоти, які створювали вхідну частоту приймача від кристалічного генератора, використовуючи коливання надстабільного кристала кварцу. Вони підтримували досить усталені частоти, через це, AFC більше не були потрібні.